# 福爾克爾·蒂爾克
福爾克爾·蒂爾克（德語：Volker Türk，1965年8月27日—）是一名奧地利律師和聯合國官員，於2022年10月17日起擔任聯合國人權事務高級專員。

## 教育
蒂爾克出生於林茨，曾獲林茨大學法學碩士學位和維也納大學國際法博士學位。他的博士論文是關於聯合國難民署及其任務，1992年由柏林Duncker & Humblot出版社出版。

## 職業生涯
1991年，蒂爾克成為聯合國初級專業人員，並在奧地利外交部的資助下在科威特臨時任職。之後，他在馬來西亞、科索沃、波士尼亞與赫塞哥維納以及剛果民主共和國等世界各地區的聯合國難民署擔任各種職務。後來，他成為聯合國難民署日內瓦總部國際法律保護司司長。2015年2月，他被任命為負責保護事務的助理高級專員，成為最高級別的奧地利聯合國官員。
2019年4月18日，秘書長安東尼奧·古特雷斯任命蒂爾克接替法布里奇奧·霍希爾德·德拉蒙德（Fabrizio Hochschild Drummond），擔任聯合國秘書處秘書長辦公廳主管戰略協調的助理秘書長。
2021年至2022年，蒂爾克在秘書長辦公室擔任主管政策事務副秘書長。

### 聯合國人權事務高級專員
2022年9月8日，在大會投下贊成票後，蒂爾克被選為聯合國人權事務高級專員，接替智利的蜜雪兒·巴舍萊；當時的其他候選人包括費德里科·維勒加斯和阿達馬·迪昂。他於2022年10月17日就職。
2023年4月17日，蒂爾克呼籲俄羅斯當局釋放長期批評克里姆林宮的弗拉基米爾·卡拉-穆爾扎。 蒂爾克說，這項判決是「對俄羅斯聯邦法治和公民空間的另一個打擊」。
2023年5月9日，蒂爾克稱伊朗當年的處決記錄「令人髮指」，平均每周有10多人被絞死，他呼籲伊朗當局廢除死刑。
2024年3月，蒂爾克說他承認「中國在減貧和推動發展方面取得的進步」，並敦促釋放根據尋釁滋事罪被拘留的人權捍衛者、律師和其他人。他也呼籲中國落實2022年聯合國新疆人權報告中的建議。
在以色列—哈瑪斯戰爭期間，蒂爾克稱以色列可能在加薩使用飢餓作為戰爭武器，這將構成戰爭罪。

## 個人生活
蒂爾克現居於日內瓦。

## 榮譽
2016年5月，蒂爾克被授予格拉茨大學人權獎。

## 出版作品
- Erika Feller, Volker Türk, Frances Nicholson (eds.): Refugee Protection in International Law. Cambridge University Press, Cambridge 2003, ISBN 0-521-53281-7.